# Pressmassa
Pressmassa är en blandning av pulvriserad hårdplast och ett binde- och fyllnadsmedel. Materialet blir i uppvärmd form plastiskt och kan med ett verktyg pressas till ett föremål av bestämd form, som kvarstår efter avsvalning (formpressgods). Metoden är lämplig för masstillverkning av föremål med komplex form. Ett exempel på sådan tillverkning är grammofonskivor.